# Box Elder County
Box Elder County är ett administrativt område i delstaten Utah, USA, med 49 975 invånare. Den administrativa huvudorten (county seat) är Brigham City.
Countyt ligger i Utahs nordvästra hörn och gränsar till Idaho i norr och Nevada i väster. "Box elder" är det engelska namnet för asklönn som det finns gott om där och har gett platsen dess namn.

## Geografi
Enligt United States Census Bureau har countyt en total area på 17 428 km². 14 823 km² av den arean är land och 2 605 km² är vatten.

### Angränsande countyn
- Cache County, Utah - öst
- Weber County, Utah - sydöst
- Tooele County, Utah - syd
- Elko County, Nevada - väst
- Cassia County, Nevada - nord
- Oneida County, Idaho - nord

### Orter
- Bear River City
- Brigham City (huvudort)
- Corinne
- Deweyville
- Elwood
- Fielding
- Garland
- Honeyville
- Howell
- Mantua
- Perry
- Plymouth
- Portage
- Snowville
- Tremonton
- Willard